# Yuliia Starodubtseva
Yuliia Starodubtseva (Kajovka, 17 de febrero de 2000) es una tenista profesional ucraniana.
Starodubtseva tiene un ranking de individuales WTA más alto de su carrera, n.º 115, logrado el 23 de septiembre de 2024. También fue n.º 144 en dobles, logrado el 6 de mayo de 2024.
Hizo su debut en Grand Slam en el Abierto de Australia 2024 después de clasificarse.
Consiguió su primera victoria en un Grand Slam en cuadro principal de un torneo importante en el Campeonato de Wimbledon 2024, tras superar a Alison Van Uytvanck.
En septiembre de 2024, llegó a sus primeros cuartos de final de un torneo de la WTA tour en el Torneo de Monastir 2024 luego de pasar la clasificación.